# La Cova Negra
El paraje natural municipal La Cova Negra se sitúa en el término municipal de Játiva, provincia de Valencia en España. En la Cova Negra se encuentra el yacimiento del Paleolítico medio en el cual han aparecido restos de Homo neandertalensis. El sitio fue descubierto por el sacerdote G. Viñes en 1933 y fue declarado Paraje Natural Municipal por Acuerdo del Consejo de la Generalidad Valenciana de fecha 31 de marzo de 2006.

## Situación
Este paraje natural de 57,18 ha de superficie, se sitúa en el estrecho valle formado por el río Albaida, al atravesar los relieves de la Sierra Grossa, a la salida del llamado Estret de les Aigües. En el meandro más amplio que forma el río Albaida, a la altura del Pico del Paller, se observa la Cova Negra, denominada así por el aspecto negruzco de sus paredes.

## Flora
Se distinguen claramente el ambiente fluvial y la montaña. En el primero se encuentran comunidades vegetales flotantes o sumergidas como las lentejas de agua y las carofíceas y en las zonas tranquilas del cauce, abundantes comunidades de macrófitos. En la zona de ribera, existe cañar, carrizales y juncales, además de murtas y adelfas. También están bien representadas las formaciones de bosques galería típicos de ecosistemas de ribera con presencia de chopos y olmos.

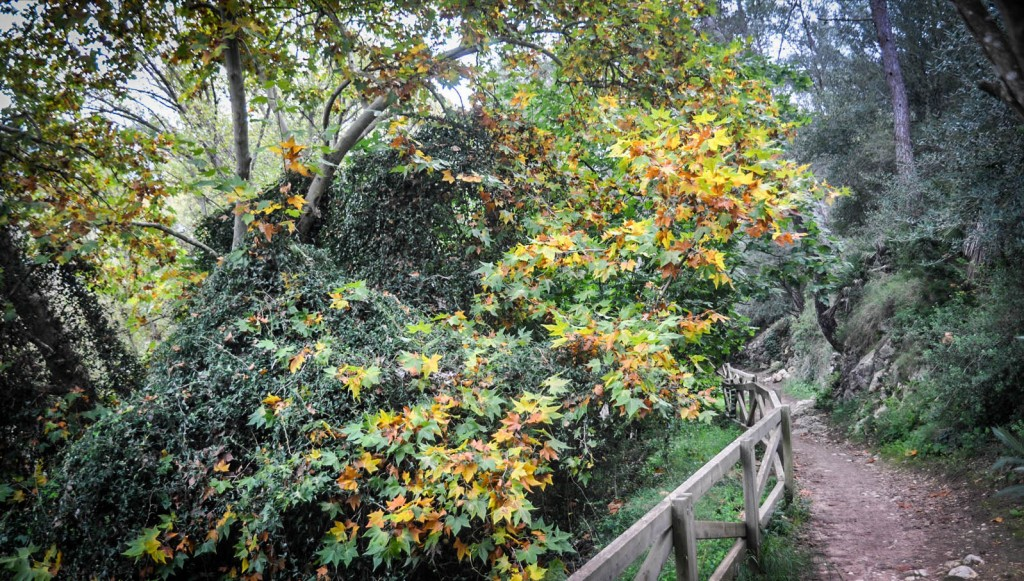
Vegetación de la Cova Negra

En la zona montaña dominan en el matorral, la coscoja y el lentisco junto a especies como el palmito y otras como el algarrobo o el acebuche. Las formaciones de brolla bien adaptadas a los suelos pobres son la formación más extendida por la zona con especies como: el brezo, la aliaga o la estepa blanca. También son destacables las especies de tomillos, como la pebrella, endemismo valenciano, y otras de gran interés medicina popular: rabo de gato, herba d'olives, etc.
También están presentes endemismos propios de paredes y fisuras rocosas como la orella de ratolí o de roca, sin embargo, la más relevante es el ull de perdiu que se encuentra en peligro de extinción, y se distribuye por las montañas del Buixcarró, del Mondúver, y en Játiva en la sierra del Castillo.

## Fauna
En cuanto a la fauna, existen anfibios como el sapo común o el sapo corredor; reptiles como la salamanquesa, la lagartija colilarga o el lagarto ocelado; mamíferos como el erizo europeo, el lirón careto, la gineta o el jabalí y aves, el grupo mejor representado, con la presencia entre otras del águila perdicera, el cernícalo vulgar, el vencejo, o la oropéndola.

## Valor paisajístico
Su valor paisajístico es elevado, siendo un estrecho desfiladero encajado en las estribaciones de la Serra Grossa, cuyo sendero a lo largo del río, constituye un buen lugar de observación con una bella perspectiva de toda la cuenca visual del paraje.
El paraje de la Cova Negra nos llevará a descubrir el contraste entre la vegetación de ribera y la de montaña. En la primera, si nos acercamos al río Albaida, destacan comunidades vegetales flotantes y bosques de ribera, con ejemplares bien desarrollados de chopos y olmos. En el área de montaña nos seducirá el aroma de la vegetación mediterránea, con numerosas plantas aromáticas entre las cuales encontraremos la pebrella, endemismo valenciano.

## Elementos patrimoniales
La Cova Negra, declarada Bien de Interés Cultural constituye un importante yacimiento dentro de la prehistoria europea, básico, para explicar el mundo del neandertal y la cultura musteriense.

### Investigaciones

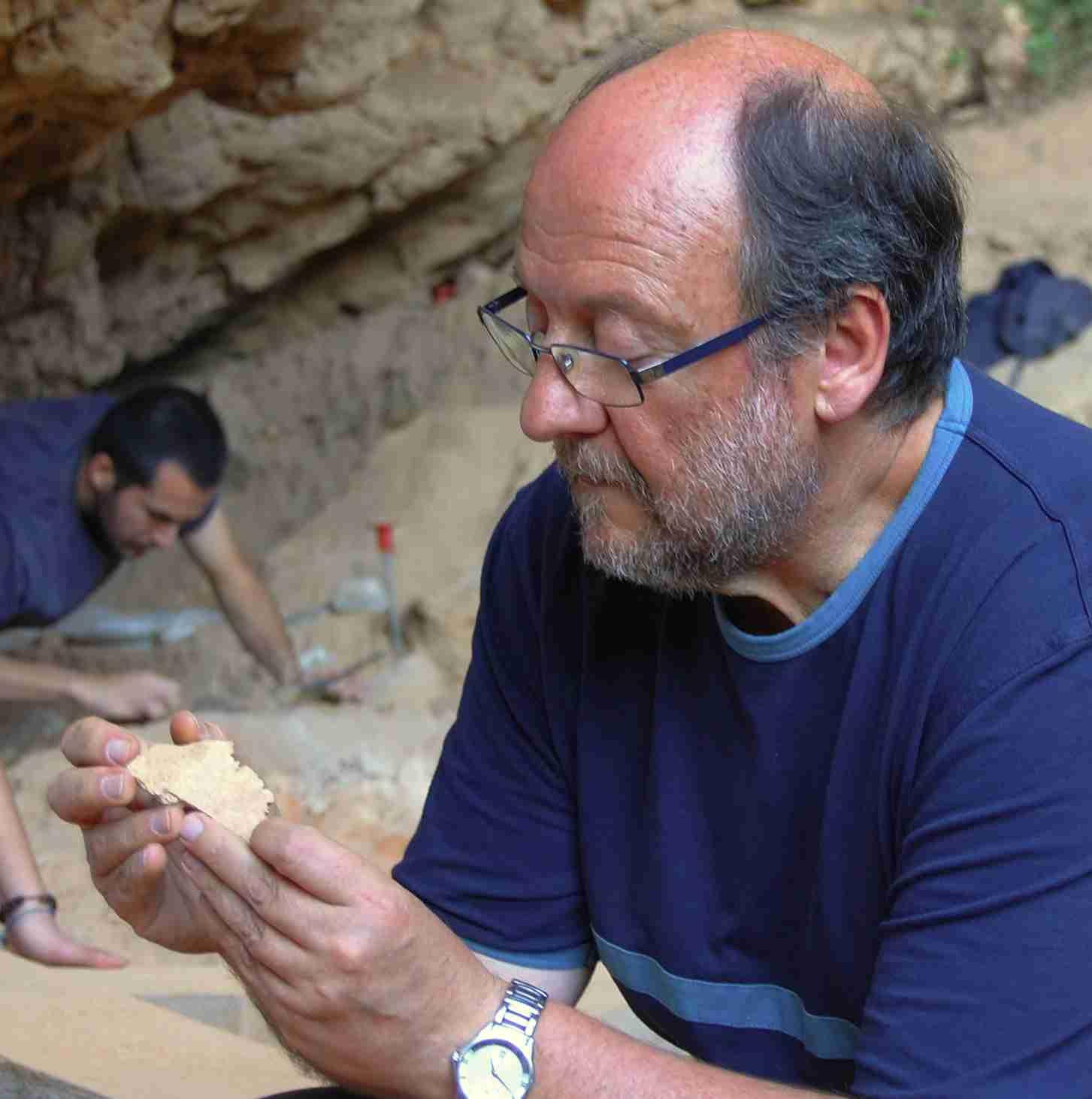
Valentín Villaverde, director de las excavaciones arqueológicas de la Cova Negra.

La cueva ha sido excavada por un equipo de arqueólogos de la Universidad de Valencia dirigido por Valentín Villaverde, catedrático de dicha Universidad desde 1984. De los descubrimientos relevantes de este equipo destacan restos fósiles de neandertales, lo que convierte a que este yacimiento del Paleolítico Medio en un enclave arqueológico clave para explicar el mundo del Neandertal.
Todos estos hallazgos componen un material muy interesante, perteneciente a la fase de Homo neandertalensis del Pleistoceno Superior. Se da la circunstancia de que son restos fósiles correspondientes a individuos infantiles. El hecho de que restos tan delicados como un fémur o un radio se hayan encontrado enteros, en perfecto estado, hace pensar a sus investigadores que se han realizado enterramientos, teoría que se ha visto reforzada con marcas de cortes en restos óseos, que podrían deberse al canibalismo o a rituales; además esta idea  se ve reforzada por paralelismos con otros yacimientos de esta misma etapa. También se han encontrado instrumentos líticos, concretamente de la Cultura llamada Musteriense, propia de los Homo neandertalensis, como por ejemplo los útiles de sílex que vemos en la imagen.

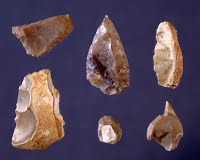
Útiles de sílex de la Cova Negra (Játiva). Paleolítico medio. Cultura Musteriense.

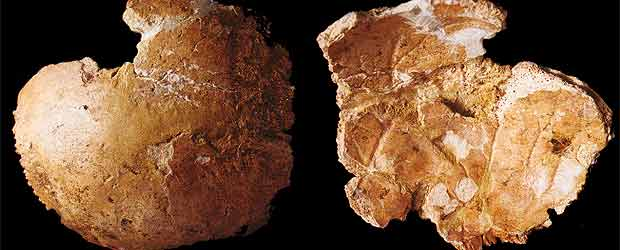
Dos caras del parietal adulto de neandertal hallado en el yacimiento de Cova Negra (Játiva).

### Estratigrafía de la Cova Negra
Estudios estratigráficos llevados a cabo en la cueva, ponen de manifiesto que los primeros niveles de sedimentación ocurren hace unos 117.000 años, que corresponde a una época de interglaciación (Riss-Würm), donde el clima es templado. En los niveles inmediatos superiores, el clima se hace mucho más frío, coincidiendo con la glaciación Würm. Dichos estudios revelan que los niveles más modernos son de unos 50.000 años. Próximo a la edad que se estima desaparecieron estos Neandertales.
En esta zona de Mondúver, los yacimientos de esta etapa cada vez son más importantes y nos servirán para estudiar la evolución humana en Europa. Otro de los elementos patrimoniales destacables es la canalización medieval que lo recorre en toda su extensión y que conducía el agua del manantial de Bellús hasta la ciudad de Játiva, construyéndose galerías o acueductos, (las Arcadas de Alboy y el acueducto de San Antonio).

### Otros elementos patrimoniales
Destaca un elemento clave de la ingeniería hidráulica de la comarca, el acueducto de les Arcadas de Alboy que permite salvar el camino de Alboy a su llegada al río Albaida. De construcción gótica, aunque aún no documentada, sus nueve arcos apuntados y doscientos metros de longitud nos transportan a otra época en la que facilitaba el suministro de agua a la ciudad.
Les Arcadetes forman parte del Canal de Bellús a Játiva, una canalización medieval que nace en la Fuente de Bellús. Catalogado como BIC a principios de siglo, acompaña durante diez kilómetros al río Albaida. Tiene su encanto ir encontrando los respiralls, elementos verticales circulares mediante los que el canal conecta con el exterior en sus tramos subterráneos. Cuenta la leyenda local que nacieron gracias a la inteligencia de la hija del rey musulmán de Játiva, lo que permitió el paso del agua durante todo el recorrido. Eso sí, sus celosos hermanos le pagaron su ingenio con la muerte, suceso que recuerdan dos manantiales de agua cristalina que surgieron en el lugar.

### Utilización del espacio
La utilización del espacio de El Estrecho de las Aguas y la explotación de sus recursos ha llegado hasta la época industrial, como lo prueba la presencia, junto a la orilla izquierda del río, de la Casa de la Llum, instalación para la producción de electricidad mediante el aprovechamiento de la fuerza del agua represada río arriba.
El paraje de la Cova Negra, y en general el entorno de Játiva, es ideal para la práctica de los deportes al aire libre; los numerosos senderos lo convierten en inmejorable para disfrutar del senderismo, además podremos practicar la escalada en l’Aventador, gran pared rocosa con tradición en este deporte.